# Carlo Nell
Pour les articles homonymes, voir Nell.
Carlo Nell (de son vrai nom Charles Maggio Bartolotta) est un humoriste, chanteur et comédien français, né le 9 juin 1926 à Ormont-Dessous en Suisse et mort le 7 février 2016 au Chesnay (Yvelines).

## Biographie
Acteur complet, il joue dans des registres différents, parfois dans le ton de la Nouvelle Vague (Jacques Demy, Claude Chabrol) mais c'est dans des comédies policières et des films comiques qu'on le retrouve le plus souvent. En outre, en 2007 et en 2012, il évoque ses souvenirs concernant sa carrière cinématographique, et en particulier ses films tournés avec Louis de Funès : Les Grandes Vacances, Le Gendarme en balade, Jo et Le Gendarme et les Extra-terrestres de Jean Girault, ainsi que Hibernatus d'Édouard Molinaro.

## Filmographie

### Cinéma
- 1960 : Lola de Jacques Demy
- 1963 : Maigret voit rouge de Gilles Grangier
- 1963 : La difficulté d'être infidèle de Bernard Toublanc-Michel
- 1964 : Le Petit monstre de Jean-Paul Sassy
- 1964 : Le Tigre aime la chair fraîche de Claude Chabrol
- 1964 : Les Gorilles de Jean Girault
- 1966 : La Sentinelle endormie de Jean Dréville
- 1966 : Du rififi à Paname de Denys de La Patellière
- 1967 : Le Soleil des voyous de Jean Delannoy
- 1967 : Le Samouraï de Jean-Pierre Melville
- 1967 : Les Grandes Vacances de Jean Girault
- 1968 : Ho ! de Robert Enrico
- 1968 : Le Pacha de Georges Lautner
- 1969 : Hibernatus d'Édouard Molinaro
- 1970 : Le Cri du cormoran le soir au-dessus des jonques de Michel Audiard
- 1970 : Le Gendarme en balade de Jean Girault
- 1971 : Doucement les basses de Jacques Deray
- 1971 : Le Chat de Pierre Granier-Deferre
- 1971 : Jo de Jean Girault
- 1971 : La Grande Maffia de Philippe Clair
- 1971 : Le Saut de l'ange d'Yves Boisset
- 1972 : Elle cause plus... elle flingue de Michel Audiard
- 1972 : César et Rosalie de Claude Sautet
- 1972 : Le Mataf de Serge Leroy
- 1973 : Le Train de Pierre Granier-Deferre
- 1974 : Comment réussir quand on est con et pleurnichard de Michel Audiard
- 1974 : Dupont Lajoie d’Yves Boisset
- 1975 : La Marge de Walerian Borowczyk
- 1975 : Les Demoiselles à péage (ou  Les Ravageuses de sexe) de Richard Balducci
- 1975 : Catherine et compagnie de Michel Boisrond : Duguet
- 1976 : Dracula père et fils d'Édouard Molinaro
- 1976 : Le Gang de Jacques Deray
- 1979 : Ciao les mecs de Sergio Gobbi
- 1978 : Le Gendarme et les Extra-terrestres de Jean Girault
- 1980 : Touch' pas à mon biniou de Bernard Launois
- 1982 : Édith et Marcel de Claude Lelouch
- 1983 : Garçon ! de Claude Sautet
- 1985 : Le Facteur de Saint-Tropez de Richard Balducci
- 1986 : Le Solitaire de Jacques Deray
- 1987 : Quelques jours avec moi de Claude Sautet
- 1988 : Trois places pour le 26 de Jacques Demy
- 1989 : La Messe en si mineur de Jean-Louis Guillermou
- 1992 : Voyage à Rome de Michel Lengliney
- 1992 : La Soif de l'or de Gérard Oury
- 1995 : Fantôme avec chauffeur de Gérard Oury
- 2005 : Jean-Philippe de Laurent Tuel
- 2009 : Un homme et son chien de Francis Huster

### Télévision
- 1964 : L'Été en hiver, de François Chalais
- 1967 : Lagardère de Jean-Pierre Decourt
- 1973 : Les Enquêtes du commissaire Maigret, épisode : Maigret et la jeune morte de Claude Boissol
- 1976 : Nick Verlaine ou Comment voler la Tour Eiffel, de Claude Boissol, épisode La fille de l'air
- 1977 : Les Enquêtes du commissaire Maigret, épisode : Maigret et Monsieur Charles de Jean-Paul Sassy
- 1978 : Les Enquêtes du commissaire Maigret, épisode : Maigret et l'Affaire Nahour de René Lucot
- 1979 : Un juge, un flic de Denys de La Patellière, seconde saison (1979), épisode : Carré de vilains
- 1996 : Maigret : La Tête d'un homme de Juraj Herz

## Discographie
- Moi je fais du foot, super 45 tours, SDC
- La Jeunesse
- À cent à l'heure, 45 tours, Blue Record
- Les gonzesses ( Requiem pour une môme ), le pognon (disques Laur, Cy 2022)
- Samedi soir, Titi d'Paris (disques Laur)
- La tarte à la nana, fumer cigare (disques Laur)
- Triste Manhattan, Les figurants de cinéma, Moi j'ai vendu la mafia, 45 tours, SDC

## Citation
« Les yeux des femmes ont la particularité de distinguer un cheveu sur le veston de leur mari, à cinq mètres, et de ne pas distinguer la porte du garage, à un mètre ».